# Озаричи (концлагерь)
«Оза́ричи» (бел. «Канцэнтрацыйны лагер «Азарычы»») — комплекс немецких концентрационных лагерей, располагавшийся в марте 1944 года на территории Домановичского района Полесской области (сейчас Калинковичский район Гомельской области) Белорусской Советской Социалистической Республики. Состоял из трёх лагерей: первый находился неподалёку от местечка Дерть, второй — поблизости от посёлка Озаричи, третий — у деревни Подосинник. Комплекс также известен как «Озаричский лагерь смерти» (бел. «Азарыцкі лагер смерці»), или «Озаричские лагеря смерти» (бел. «Азарыцкія лагеры смерці»).
В концлагере «Озаричи» содержалось свыше 50 000 советских граждан и было умерщвлено не менее 20 000 человек, в основном граждан БССР и РСФСР.

## История создания
Всё лето 1943 года до глубокой осени по правому берегу Днепра, с севера на юг — по течению, по приказу немецко-фашистского командования велись инженерно-оборонительные работы с целью построить сильно укреплённый рубеж обороны на пути наступления советских войск.
К рытью траншей кроме военнопленных, а также проштрафившихся представителей действующей армии вермахта повсеместно привлекалось мирное население, проживающее в прифронтовой полосе. Все трудоспособные мужчины в возрасте от 15 до 65 лет должны были сопровождать войска вермахта и выполнять землеройные работы. Поскольку одновременно проводился забой скота, сжигались деревни и поля (тактика выжженной земли), возникал вопрос о том, что делать с нетрудоспособными жителями.
В военном дневнике 9-й немецкой армии было написано — «Запланировано перебросить всех нетрудоспособных людей из прифронтовой зоны на оставляемую территорию. Решение освободиться таким образом от бремени, требующего питания, было принято верховным командованием армии после расчётов и анализа последствий».

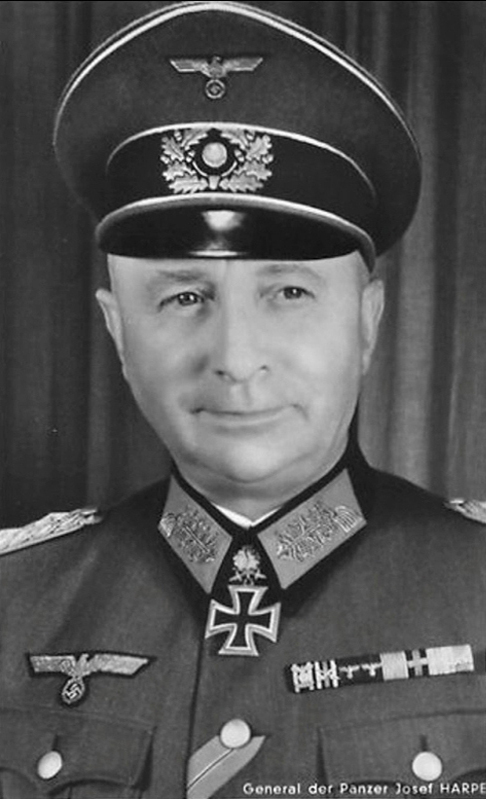
Йозеф Харпе

10 марта 1944 года по приказу командующего 9-й армии генерала танковых войск Йозефа Харпе, командира 56-го танкового корпуса генерала Фридриха Госсбаха и командира 35-й пехотной дивизии генерала Георга Рихерта и был создан концлагерь, в который в короткий срок согнали по разным данным от тридцати до пятидесяти тысяч советских граждан — жителей Гомельской, Могилёвской, Полесской областей Беларуси, а также Смоленской и Орловской областей России — стариков, нетрудоспособных женщин, детей.
Два лагеря были созданы в июне 1944 года на восточном берегу Днепра и юго-восточнее Витебска. В первом находилось свыше 3000 человек мирных жителей, согнанных из Могилёва и близлежащих населённых пунктов. Во втором находилось около 8 000 мирных жителей на момент освобождения лагеря войсками 3-го Белорусского фронта.
До 12 марта 1944 года солдаты 35-й пехотной дивизии и командования СС загнали, по меньшей мере, 40 тысяч, а, возможно, и 50 тысяч человек на огороженную колючей проволокой болотистую местность неподалеку от деревни Озаричи. При этом сотни людей были застрелены на пути к территории за колючей проволокой. Многие из тех, кто были классифицирован как нетрудоспособные и были заперты на ограниченном пространстве без еды и чистой воды, были больны сыпным тифом. В дневнике 9-й армии об этом писалось как об успехе. «Операция принесла существенное облегчение на всем поле боя. Жилые территории были разгружены и освобождены для размещения войск. На бесполезных едоков больше не будет тратиться продовольствие. За счет изолирования больных были значительно сокращены очаги инфекций».
Некоторые авторы утверждают, что немецкое командование намеревалось использовать сыпной тиф как биологическое оружие против наступающих советских войск и концлагерь «Озаричи», в котором были собраны больные сыпным тифом, был создан специально для этой цели.

## Структура лагеря
Комплекс «Озаричи» состоял из трёх оборудованных концлагерей, построенных на редколесье и заболоченной территории. Один из них находился у поселка Дерть, второй — в двух километрах северо-западнее местечка Озаричи, третий — у деревни Подосинник. Концлагерь находился вдоль линии фронта.

Воспоминания Ивана Осадчего:

Когда люди заходили в лагерь, многие вздыхали с облегчением. Все настолько устали, а здесь поняли, что все, больше идти никуда не нужно. Помню, как со всех сторон слышался треск ломающихся веток, люди стелили ветки и тут же падали на них. Что из себя представлял лагерь? Это территория, на которой не было никаких построек, заболоченное мелколесье. Все окружено забором в 5 или 6 рядов колючей проволоки. По углам вышки с часовыми. …костры палить не разрешалось, рубить ветки деревьев тоже, хотя топоров у нас все равно не было. Попав в лагерь, люди старались найти место повыше и посуше, но это было сложно. Голод был страшный. Хлеб за время нашего там пребывания привезли только один раз. Называется он эрзац, горький, сделан, как позже выяснилось, из березовых опилок и овсяной муки. К ограждению подъезжал грузовой автомобиль, и немцы из кузова бросали этот хлеб нам: кто мог — схватил, кто — нет. Воду пили из проталин, здесь же кругом лежали трупы умерших людей. Земля почти везде была покрыта жидкой фекальной массой.
Фактически они прикрывали немецкую оборону на наиболее уязвимом для гитлеровцев участке на протяжении 15 км между Паричами и Озаричами. Лагерь в Дерти был создан 35-й дивизией вермахта, которой командовал генерал-лейтенант Георг Рихерт (повешен в Минске на ипподроме в 1946 году по приговору военного трибунала БВО). Лагеря в Подосиннике и Озаричах организованы 110-й дивизией вермахта генерал-лейтенанта фон Куровски (осуждён к 25 годам тюрьмы на Гомельском процессе в 1947 году).
На территории концлагеря «Озаричи» не было никаких построек (шалашей, землянок и проч.), узники находились под открытым небом. При резком похолодании или сильном порыве ветра люди снимали одежду с трупов, спасали себя и своих детей, укутывая руки и ноги тряпьём.
В лагере были ужасные гигиенические условия. На территории лагерей не было отхожих мест. Покров снега превратился в сплошное месиво. Все нечистоты при оттепели стекали в болотистые части лагерей, откуда узники вынуждены были черпать воду, чтобы промочить горло, размешать мучную похлебку для детей. Также жидкость выдавливали из мха.
Узников днём и ночью охраняли немецкие солдаты на сторожевых вышках, оборудованных пулемётами. Когда кто-либо приближался к колючей проволоке, охранники стреляли без предупреждения. Также расстрел грозил за любой вид протеста. Вдоль охранной ограды лежало много убитых и раненых. Все три лагеря были обнесены колючей проволокой, подступы к которой были заминированы.
Узников морили голодом, не давали воды, запрещали разводить костры, медицинскую помощь узникам не предоставляли. Бывали случаи, когда люди жевали горькие сосновые иголки, заедая их снегом.
Бывали случаи, когда немцы подкармливали узников хлебом, смешанного из отрубей и опилок, бросая его из автомобилей. Доходило до драк среди узников за хлеб.

Воспоминания Марии Алёхиной, узницы лагеря «Озаричи»:

На этом болоте ни одного кусочка хлеба не было. Бросали булки хлеба немцы через проволоку, люди ползали, хватали каждый себе.

Также в лагере были случаи изнасилования молодых девушек немецкими солдатами. После изнасилования девушек убивали, а тела уродовали (изрезали грудь, отрезали щеки).

## Освобождение
Озаричских узников освобождала 65-я армия генерала-лейтенанта Батова Павла Ивановича. Командование 65-й армии знало о наличии концлагерей на переднем крае немецкой обороны. Также было известно о целях создания концлагеря и угрозе узникам в случае попытки их освобождения Красной Армией. Угроза состояла в том, что в случае попытки освободить заключённых, немцы были готовы уничтожить гражданское население, подвергнув их миномётному обстрелу.

П. И. Батов. «В походах и боях»:

В марте 1944 года на рубеже севернее Озаричей и далее в сторону Паричей на болотах разведчики 37-й гвардейской дивизии обнаружили три лагеря смерти, созданные гитлеровским командованием. Там томились и умирали тысячи советских граждан — преимущественно старики, женщины, дети. История этих лагерей — одно из самых гнусных злодеяний фашистских захватчиков, совершенных в годы войны на белорусской земле.

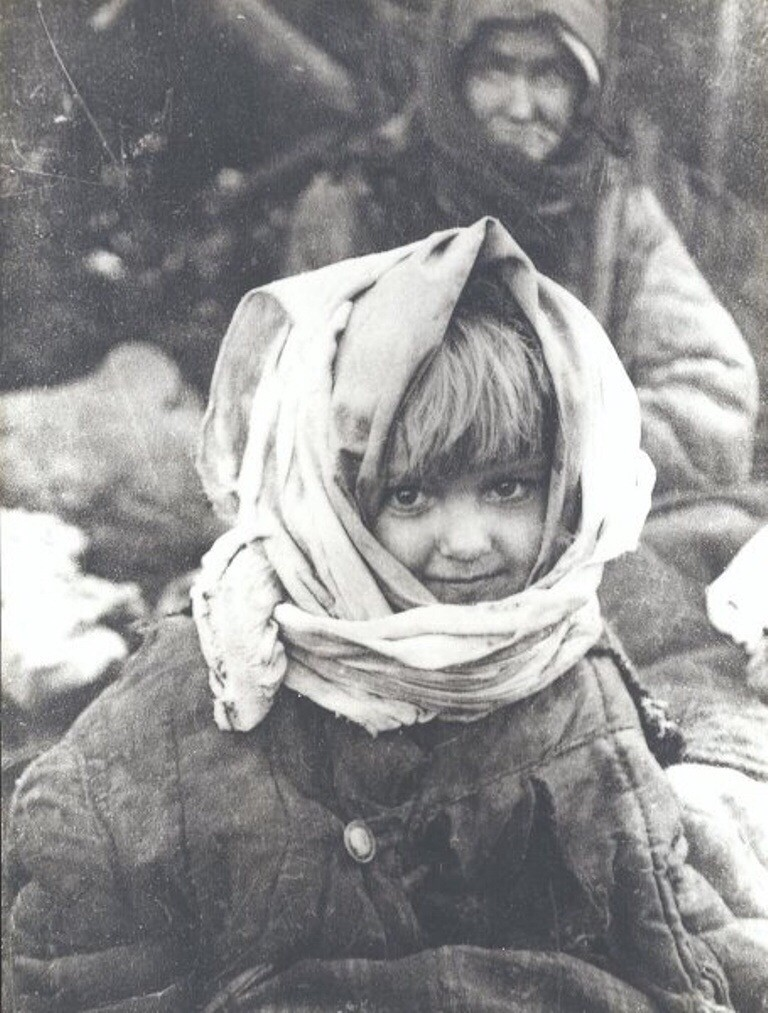
Девочка Вера Курьян, у которой мать и все родственники погибли в концлагере Озаричи

По указанию начальника штаба 65‑й армии генерал-майора М. В. Бобкова 18 марта 1944 года советские парламентёры вручили командованию 110‑й пехотной дивизии вермахта ультиматум о немедленном отводе германских войск с передней линии обороны и оставлении концлагерей в нейтральной зоне. Советское командование гарантировало в течение 24 часов отход германских войск без преследования отступающих.
В ночь на 19 марта германские войска отошли на подготовленную линию обороны по реке Тремля, оставив концлагеря на нейтральной полосе. Утром 19 марта на территории концлагеря «Озаричи» появились первые воины Красной Армии. Подходы к лагерям были заминированы, поэтому советское командование требовало соблюдения определённого порядка поведения узников. Невнимание к армейским требованиям приводило к трагическим последствиям: были убитые и раненые, подорвавшиеся на минах.

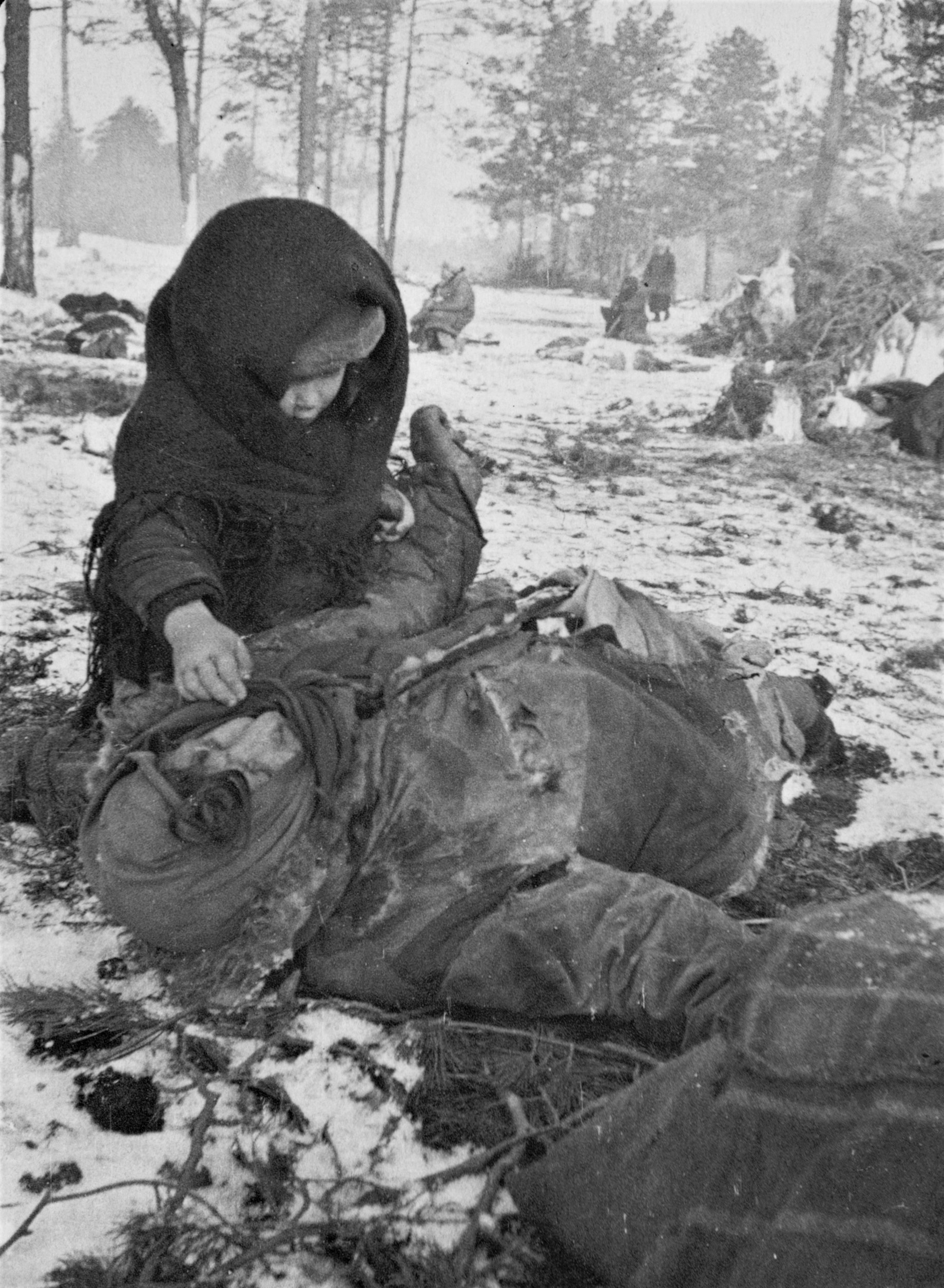
Трехлетняя Таня стоит у тела убитой матери в концлагере Озаричи.

Около двух-трёх тысяч воинов Красной Армии приняли участие в освобождении узников. Тифозных больных, ослабевших детей и стариков красноармейцы выносили на носилках, несли завернутыми в шинели или одеяла, отправляли на карантин, затем по госпиталям. Среди спасённых были также страдающие алиментарной дистрофией и острой бациллярной дизентерией. В течение двух дней 18-19 марта 1944 года войска 18-го корпуса Самарской 65-й армии 1-го Белорусского фронта освободили из Озаричских лагерей 34 110 человек, из них  — 15 960 детей в возрасте до 13 лет, в том числе  — 517 сирот, 13 072 женщины и 4448 стариков. Среди спасённых были и грудные дети. Более трехсот человек из числа освобождённых узников имели пулевые и осколочные ранения.
Освобождённые узники некоторое время получали солдатские пайки.
Армейская газета 65–й армии «Сталинский удар»:

Тот не человек, кто это забудет! Это нельзя, невозможно забыть, как облик своей матери и нежное личико своей дочурки. Вы помните, товарищи солдаты и офицеры, наши рассказы о лагере смерти, из которого одна наша часть освободила 33 434 старика, женщины и детей?..
— 22.04.1944.

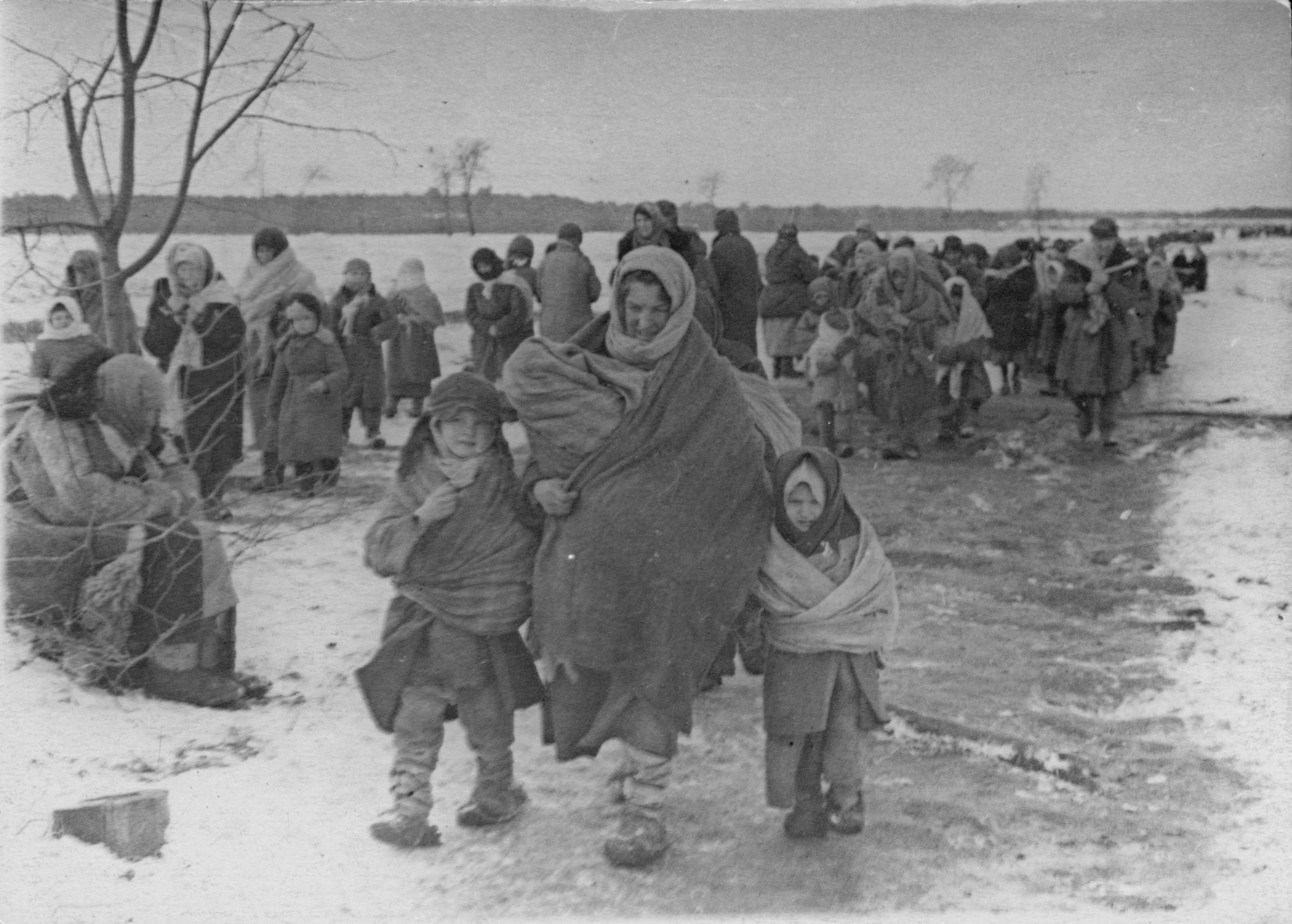
Мария Рычанкова (из деревни Виричев) с тремя детьми, освобожденные из концлагеря, на пути в поселок Озаричи. Слева — Иван (1937 г.р.), на руках у Марии — Феня, справа — Аня. Двухлетняя Феня (умерла 23 марта) и четырёхлетняя Аня (умерла 29 марта) умерли от последствий заключения.

Решением военного совета 65‑й армии от 19 марта 1944 года на этой территории было объявлено чрезвычайное положение «в целях создания условий, исключающих всякую возможность просачивания оставленных немцами больных сыпным тифом гражданских лиц в глубину армейской полосы и заражения тифом военнослужащих и местных жителей».
Были созданы карантинные зоны, развернуто 25 полевых госпиталей, куда срочно направили медиков из трёх армий.
Несмотря на принимаемые командованием 65‑й армии меры, многие узники умерли уже после освобождения. Было зарегистрировано около 700 случаев сыпного тифа в результате контакта освобождённых с местным населением. Более пятидесяти воинов 65-й армии, принимавших участие в освобождении тифозных больных, заразились и умерли. Они похоронены в районе посёлка Озаричи.
Также после освобождения заключённых болезнь распространилась и на солдат 19-го стрелкового корпуса, возглавляемого генералом Д. И. Самарским, которые принимали активное участие в спасении узников. Тиф стал поражать также и жителей населённых пунктов, в которых дислоцировались госпитали. В деревне Старые Новоселки есть братская могила, в которой захоронено 230 воинов. Как утверждают старожилы, большая часть солдат умерла от тифа.
Из 3 тысяч человек личного состава, что привлекались к оказанию медицинской помощи и проведению противоэпидемических мероприятий среди населения, около 8 процентов, несмотря на предупредительные меры, заразились и переболели сыпным тифом.

## Число жертв

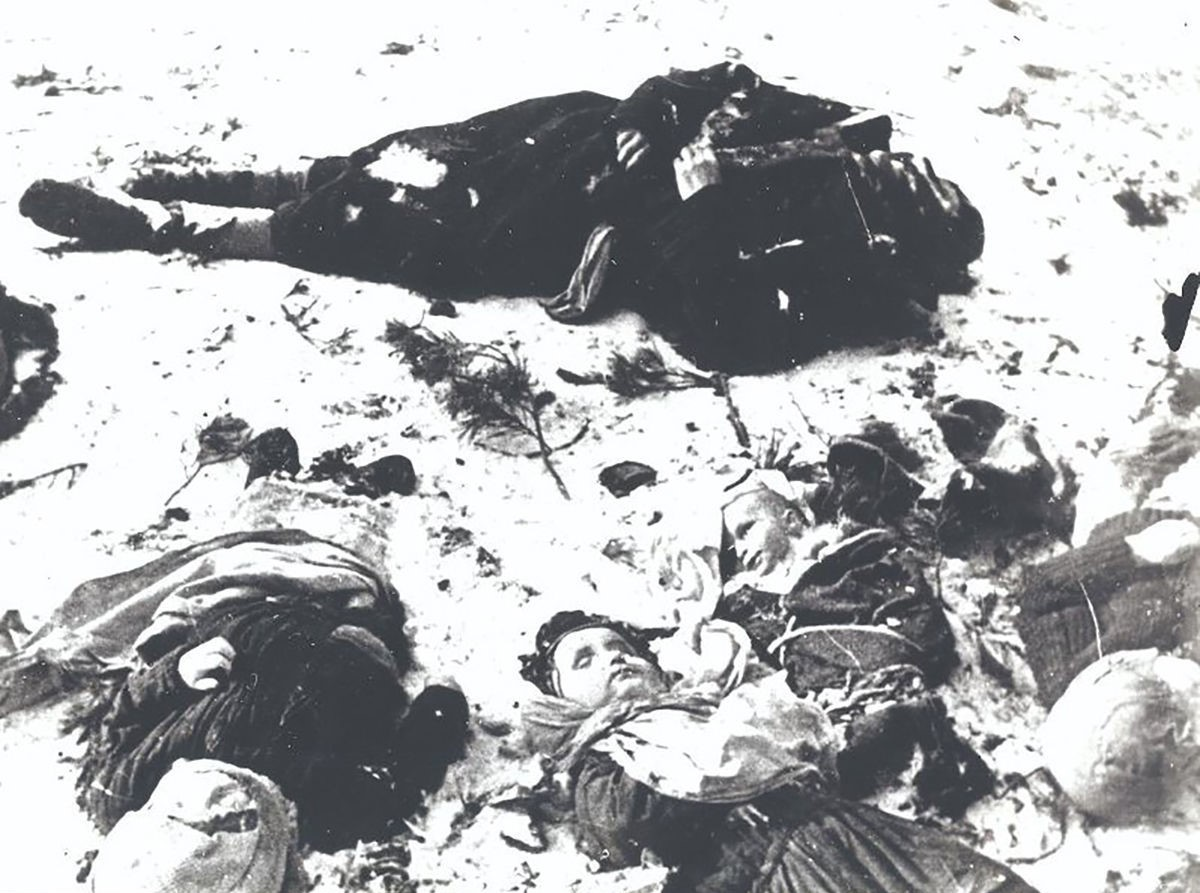
Тела женщин и детей умерших в лагере Озаричи.

Количество узников концлагеря «Озаричи» колеблется от тридцати до пятидесяти пяти тысяч (в основном нетрудоспособные граждане (старики, дети, инвалиды, женщины)). Среди них было около семи тысяч больных тифом. Количество погибших в «Озаричах» колеблется в районе двадцати тысяч. В основном это были жители областей Советской Белоруссии и Советской России. По воспоминаниям некоторых очевидцев, в лагере ежедневно умирало от 70 до 100 человек.

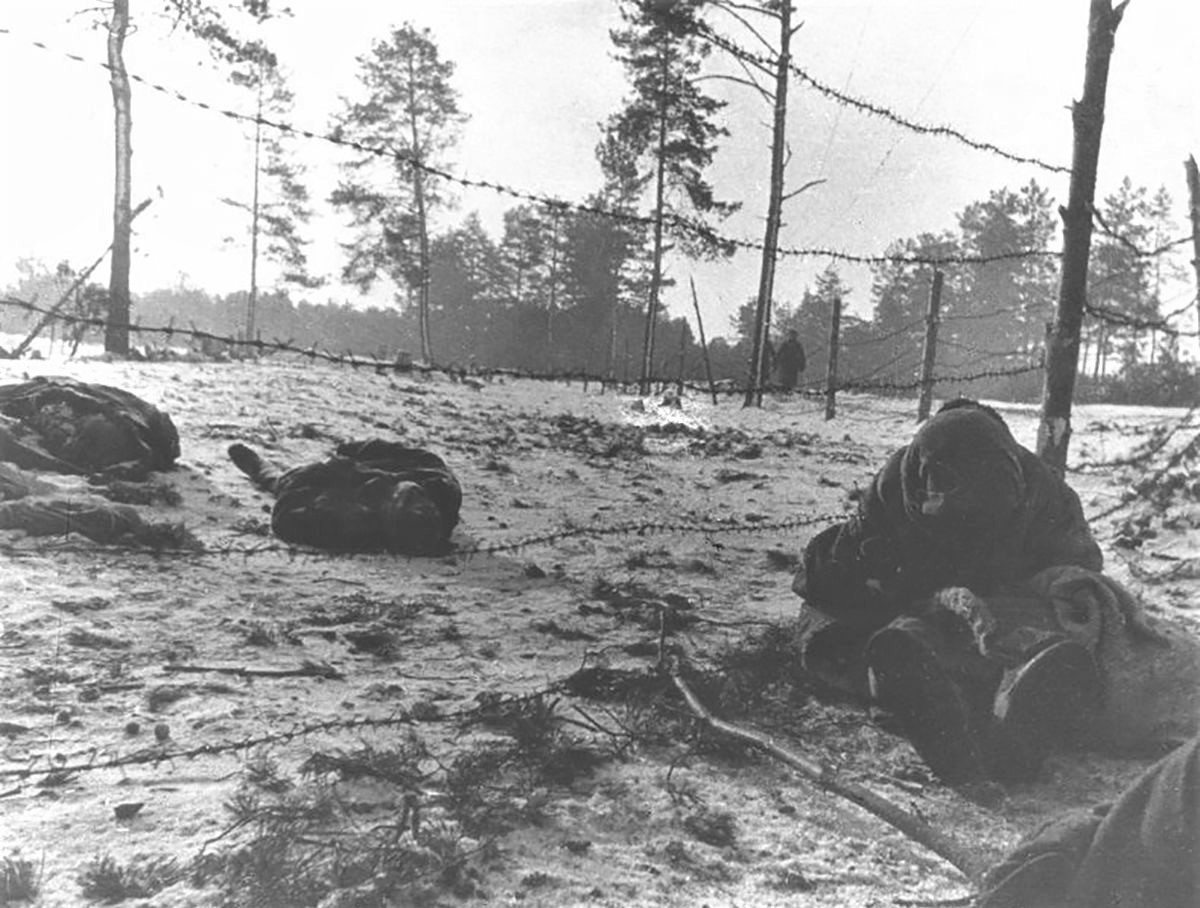
Погибшие от взрывов мин в лагере Озаричи

В конце февраля 1944 года по указанию Гитлера и командующего группой армий «Центр» генерал-фельдмаршала Эрнста Буша (умер в плену в Англии в 1945 году) командующий 9-й армией вермахта Гарпе отдал приказ о депортации мирных граждан, проживавших в тылу 9-й армии, в концлагерь «Озаричи». Приказ после исполнения был уничтожен и не значится в архивных документах. В течение 4—5 дней в лагерь были этапированы жители из Жлобинского, Бобруйского и Кировского районов. Из пунктов сбора их отправляли на автомашинах или гнали пешком до Жлобина, Телуши, Красного Берега, затем грузили в вагоны-телятники по 60—65 человек в каждый и везли в течение 1—2 суток до станций Рудобелка и Старушки.
Всего, по данным немецких архивов, было отправлено 9 эшелонов по 60 вагонов в каждом. Узников полесских промежуточных лагерей в этот же период этапировали пешком или на автомашинах. По пути следования людей смешивали с тифозными больными. По дороге немцы издевались над людьми, били их. Кто отставал в пути — расстреливали. За колоннами узников следовали похоронные команды, сжигавшие трупы.

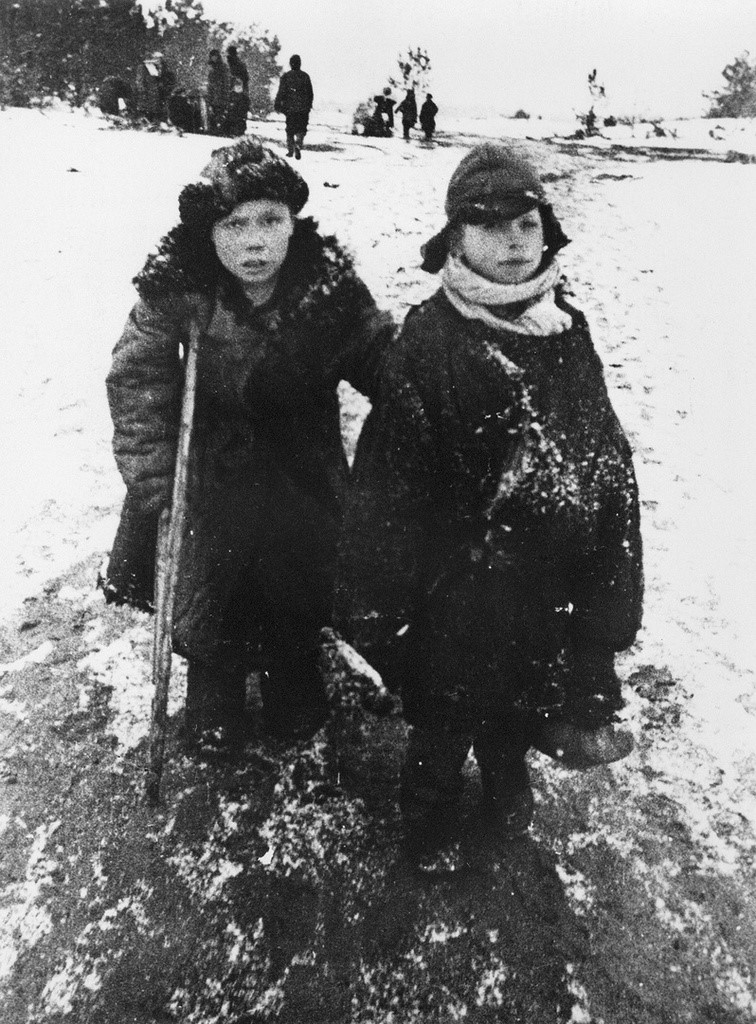
Братья 11-летний Моисей и 9-летний Гриша Беляковы из Кировского района Могилевской области, у которых мать погибла в концлагере

В материалах Нюрнбергского процесса также прозвучали следующие цифры: среди освобождённых детей до 13 лет — 15 960 человек, нетрудоспособных женщин — 13 072 и стариков — 4448.

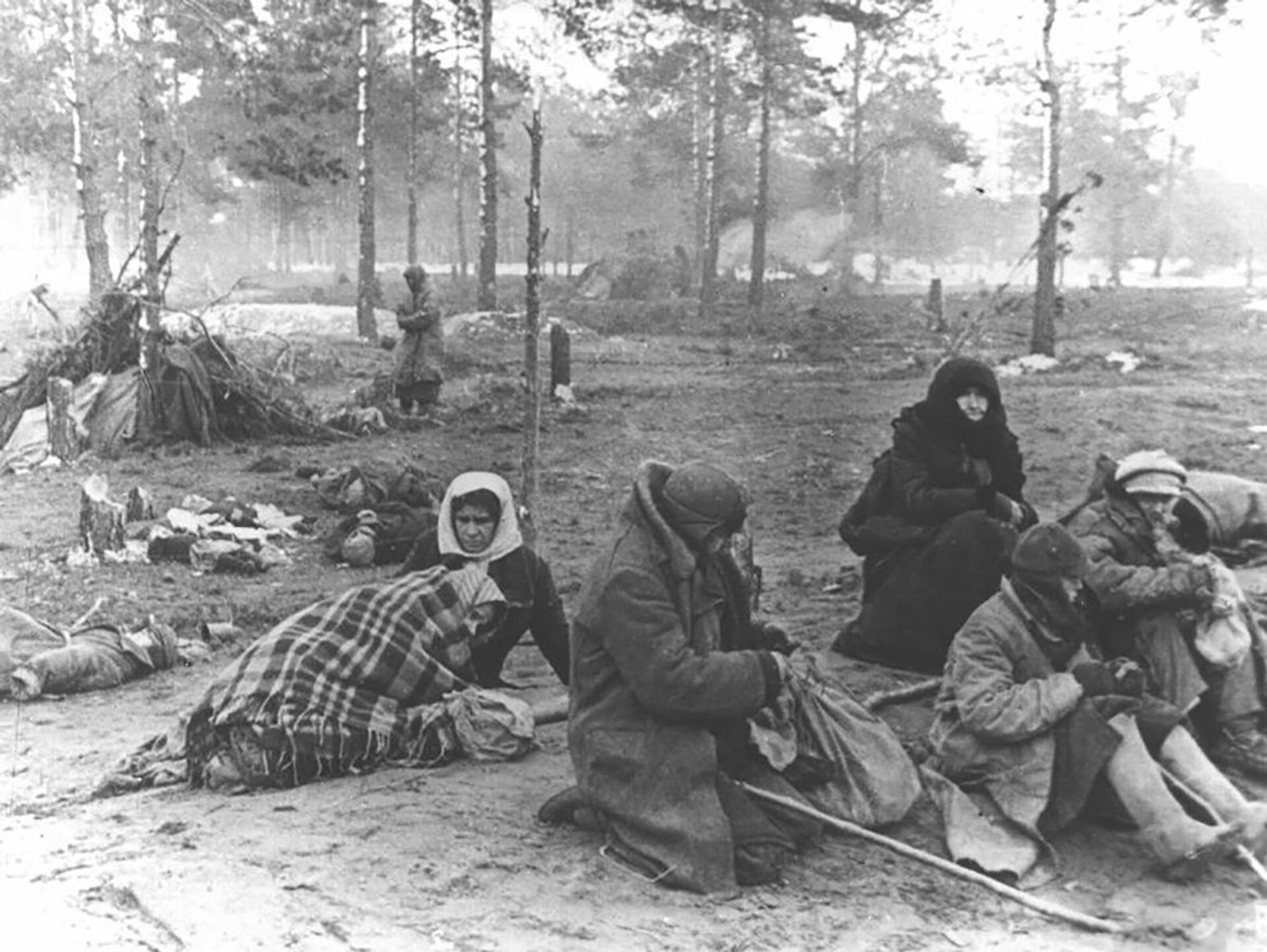
Больные в ожидании машины для отправки в госпиталь после освобождения лагеря

## Суд
Военная прокуратура 65‑й армии сразу же после освобождения лагеря провела расследование преступлений, совершенных нацистами в концлагере «Озаричи». Заключение по материалам расследования дела по истреблению советских граждан, утверждённое 4 апреля 1944 года военным прокурором 65‑й армии полковником юстиции Бураковым, и материалы расследования были переданы Чрезвычайной государственной комиссии по установлению и расследованию злодеяний немецко-фашистских захватчиков.
Протокол заседания Чрезвычайной государственной комиссии под председательством председателя СНК Белорусской ССР П. К. Пономаренко от 26 апреля 1944 года и следственные материалы по концлагерю «Озаричи» рассматривались на Нюрнбергском процессе.

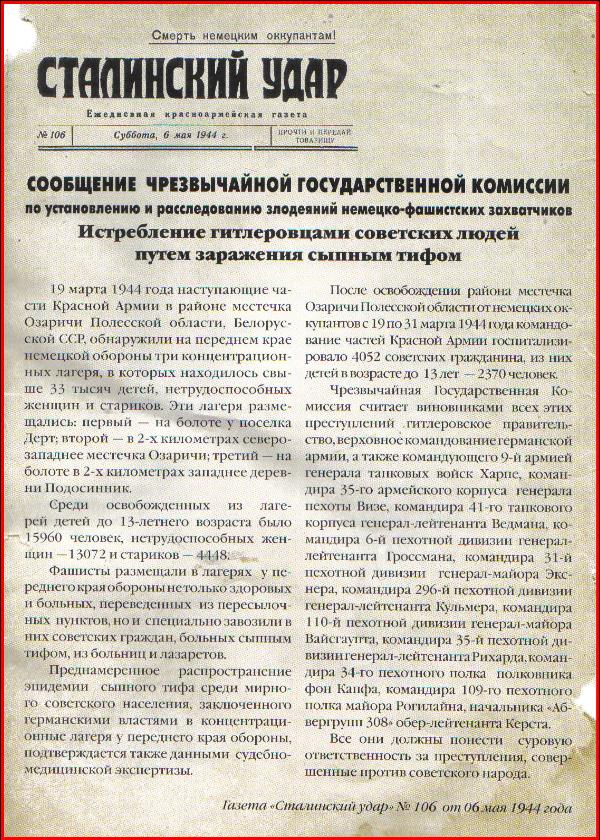
Статья в советской газете «Сталинский удар» (от 6 мая 1944 года) о концлагере «Озаричи»

В обвинительном заключении Международного военного трибунала № 1 в соответствии с Лондонским соглашением от 8 августа 1945 года и уставом данного трибунала преступления в концлагере «Озаричи» отнесены к военным преступлениям, а именно: «нарушение законов и обычаев войн», а концлагеря признаны судом «концентрационными лагерями на открытом воздухе».
В 1946 году Международный трибунал, состоявшийся в городе Нюрнберге, квалифицировал лагеря в районе местечка Озаричи Полесской области как концлагерь, входящий в перечень концлагерей, обустроенных в самой Германии и на сопредельных с ней территориях, относящийся по своей жестокости к категории «А», а также признал специальным концентрационным лагерем на переднем крае обороны.

Л. Н. Смирнов, помощник Главного обвинителя от СССР на Нюрнбергском процессе:

В этих лагерях не было крематориев и газовых камер. Но по справедливости они должны быть отнесены к числу самых жестоких концентрационных лагерей, созданных фашизмом в осуществлении плана истребления народов.

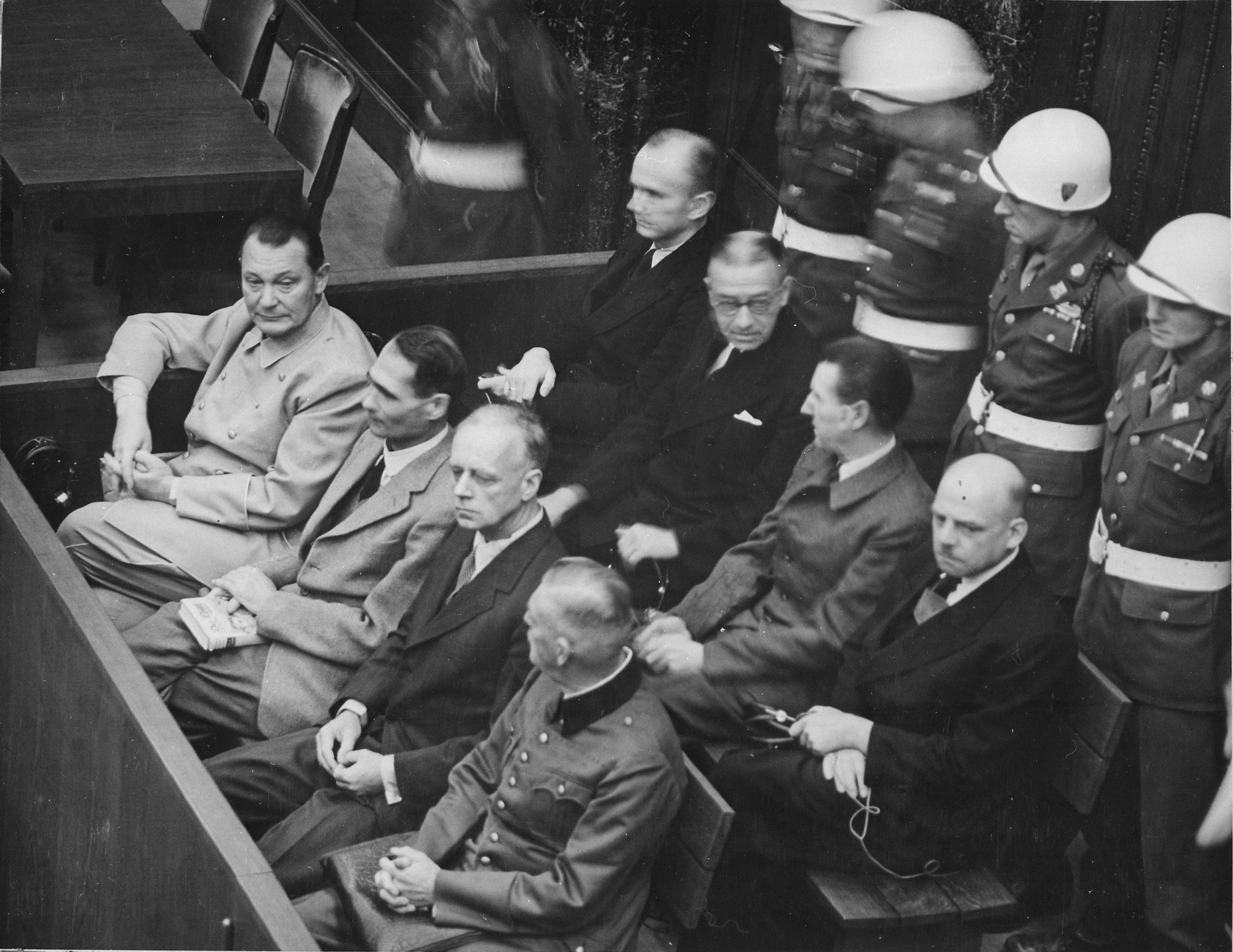
Нюрнбергский процесс

В Беларуси в 1946—1947 годах прошёл ряд судебных процессов над немецкими военными преступниками по обвинению их в преступлениях, совершенных в концлагере «Озаричи».
Военным трибуналом Белорусского военного округа в январе 1946 года во время Минского судебного процесса командир 35‑й пехотной дивизии генерал-лейтенант Иоганн Рихерт, создавший концлагеря «Рудобелка», «Дерть» и др., был приговорён к повешению.
Военным трибуналом Белорусского военного округа в декабре 1947 года во время Гомельского судебного процесса командир 110‑й пехотной дивизии генерал-лейтенант Эбергард фон Куровски, создавший концлагеря «Подосинник», «Озаричи» и др., а также его работники штаба (и другие — всего 16 человек), принимавшие участие в депортации гражданского населения в концлагеря, были приговорены к заключению в исправительно-трудовых лагерях сроком на 25 лет каждый.
Военным трибуналом Белорусского военного округа в ноябре 1947 года во время Бобруйского судебного процесса командиры дивизий 9‑й армии за участие в депортации населения в концлагерь «Озаричи» (всего 21 подсудимый) были приговорены к заключению в исправительно-трудовых лагерях сроком на 25 лет каждый.
Однако не все участники событий были осуждены. Один из них  — Фридрих Госсбах после окончания войны проживал в Западной Германии и писал мемуары (в том числе и о концлагере «Озаричи»). А бывший квартирмейстер 9‑й армии полковник Вернер Боденштайн, самый активный организатор концлагеря «Озаричи», после войны продолжал служить в бундесвере и дослужился до бригадного генерала.

## Воспоминания заключённых и очевидцев
Генерал армии К. К. Рокоссовский был вне себя от ярости, когда выслушал рассказ подполковника медицинской службы Колодкина, который организовывал помощь освобождённым узникам Озаричских концлагерей.
К. К. Рокоссовский Члену Военного Совета фронта Телегину сказал:

Сделайте так, чтобы каждый солдат узнал об этих лагерях, выберите представителей от полков и пришлите их туда. Это будет лучше любой политбеседы.
Страшную картину представляли собой освобождённые концлагеря и сами узники.
Член правительства Белоруссии Грекова, вернувшись из концлагеря, свидетельствовала:

Всех детей эвакуировали. Осталось около ста больных женщин. Вы не можете представить этого ужаса. На болоте колючая проволока. Кругом мины. Люди в бреду, с температурой сорок градусов на обледенелой земле…
Время существования Озаричского лагеря смерти было коротким — в ночь с 18 на 19 марта фашисты покинули его.
Воспоминания бывшего узника Озарического концлагеря Михаила Поркалова уроженца деревни Мольча (в 1944 году ему было 11 лет):

Утром 18 марта мы обнаружили, что охраны лагеря больше нет, немцы ушли. Некоторые кинулись к проволоке, к воротам, но там все было заминировано, очень много людей погибло. Никто не знал, где проход, но люди бежали из лагеря, как из ада, никто не думал о минах. Вскоре мы увидели разведчиков. Когда вышли из лагеря, думали, что все закончилось, но радость освобождения очень скоро была омрачена смертью самых маленьких детей, которые умирали в госпиталях один за другим. Восемь детей из нашей большой семьи умерли от тифа.
Воспоминания бывшего узника Озаричского концлагеря Ивана Осадчего, уроженца деревни Углы Октябрьского района (в 1944 году ему было 13 лет):

В первых числах марта 1944 года я заболел тифом. Когда в деревню приехали немцы, я болел уже 6 дней. Они на машинах с тентами ездили и собирали людей по деревне. Нам сказали, что будут нас отселять из прифронтовой зоны. С собой разрешалось брать все. Люди брали одежду, продукты. Всем приказали выйти к воротам своего дома и ждать подъезда автомобилей. Мать стала плакать и умолять, чтобы меня не увозили, ведь я был болен. Но немецкое командование с просьбами не считалось. Меня на одеяле вынесли и погрузили в машину. Всего нас вывезли около 50 человек. Вначале привезли в сборный лагерь Микуль-Городок (в районе д. Дуброва), там у нас все отняли, кто смог спрятать в карманах крупы и пшено, то и осталось. В этом лагере мы находились 2 дня. 10 марта нас пешими колоннами погнали в «Озаричи». Мне было плохо, мать пыталась посадить меня на телегу. Но офицер сбросил меня с телеги, так как я был уже взрослый, а на гужевом транспорте везли грудных и малых детей. Мать снова стала просить и плакать, говорить, что я больной. Меня всё-таки посадили на телегу, сам бы я не дошел. Ведь это около 15 километров, гнали по слякоти. Отчетливо помню момент, когда подошли к лагерю. Это было страшно. Возле ворот огромное скопление людей, которых загоняют прикладами, натравливают собак.

## Память

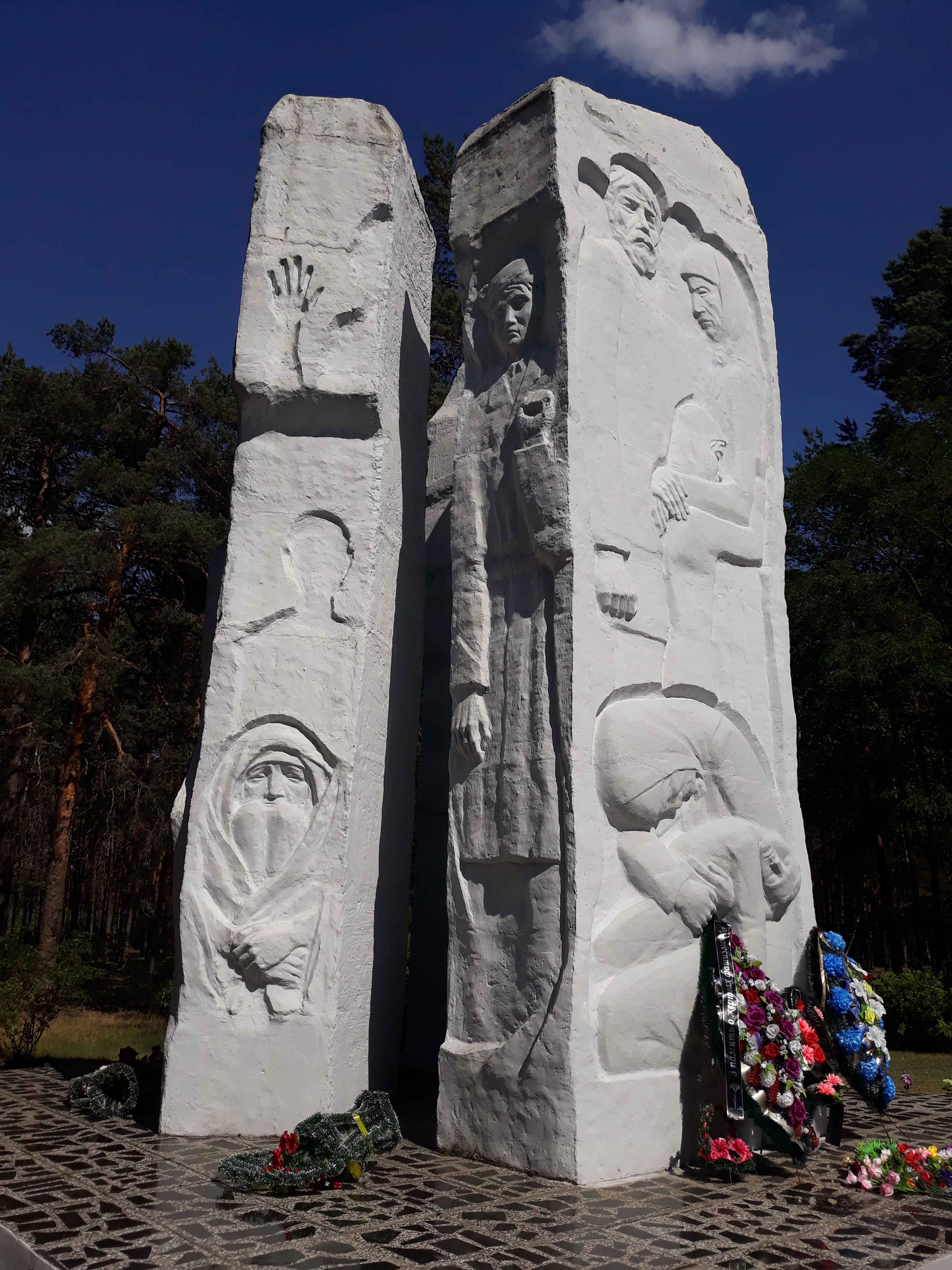
Памятник жертвам Озаричского концлагеря в мемориальном комплексе

Генерал Батов, командующий 65-й армией, которая освобождала узников концлагеря «Озаричи», вспоминал об этом лагере в своей книге «В походах и боях».
П. И. Батов. «В походах и боях»:

На правом фланге противник не предпринимал больше активных действий. Но здесь свирепствовал другой враг — сыпной тиф. Разведчики донесли комдиву, что в окрестностях, на болоте, они видели лагеря: колючая проволока, за ней на холоде, без всяких укрытий — женщины, ребята, старики. Командир дивизии Ушаков послал несколько подразделений отбить страдающих людей, пока их не постреляли фашисты. Но немецко-фашистское командование не дало приказ уничтожить заключённых. Оно ждало другого. Русские солдаты бросятся к замерзающим женщинам, обнимут детишек, и тогда поползет в ряды наступающих советских войск тифозная вошь… Все загнанные в лагеря близ переднего края люди были заражены сыпным тифом. Злодеяния фашистов концлагеря «Озаричи» не имели аналогов в ряду преступлений против мирного советского населения, человечества в целом. Здесь оккупанты применили биологическое оружие — эпидемию сыпного тифа.

В 1965 году на месте «Озаричского лагеря смерти» (сейчас Калинковичский район Гомельской области) возведён мемориальный комплекс по проекту скульптора Д. А. Попова и главного архитектора Ф. У. Хаирулина. Там установлен памятник из трёх стел, на которых высечены имена женщин, детей, стариков. На постаменте — венки и живые цветы в память о тысячах заключённых, навеки оставшихся в «Озаричах».
26 июня 2004 года в канун 60-летия освобождения Беларуси в посёлке Озаричи в здании поселкового Совета был открыт «Музей памяти жертв Озаричского лагеря смерти». В нём собраны архивные материалы, документы, воспоминания узников, их фотографии, личные вещи.
Учащиеся Озаричской районной гимназии организовали краеведческий музей, в котором собраны материалы об истории их родных, узников «Озаричей».
19 марта 2014 года в посёлке Озаричи прошёл митинг-реквием. Его посвятили памяти погибших узников и тем, кому удалось выжить.
Также был снят фильм о концлагере «Озаричи».
9 декабря 2023 года после реконструкции открыт обновлённый мемориальный комплекс в Озаричах.

### «Озаричи» в истории
В послевоенные годы историки и публицисты СССР о концлагере «Озаричи» писали немного. История лагеря пока изучена поверхностно. Многие архивы ещё закрыты для массового ознакомления, в том числе и немецкие. Однако немецкий историк, профессор Кристоф Расс, ссылаясь на многочисленные архивные документы, издал книгу «Человеческий материал. Немецкие солдаты на восточном фронте», в которой рассказывается об операции вермахта, связанной с созданием лагеря в Озаричах.
Так как в Германии до сих пор идёт дискуссия по вопросу, как вермахт был замешан в преступлениях нацистов, «Озаричи» в связи с этим важны тем, что операция полностью лежит на совести вермахта, в ней не участвовали спецподразделения СС или зондеркоманды. Стоит заметить, что немецкий генералитет в большинстве своём ушел от ответственности. Многие из тех, кто планировал операцию в Озаричах, после войны жили в ФРГ, а некоторые из них даже преподавали в учебных заведениях.